# Ichneutes kamtshadal
Ichneutes kamtshadal är en stekelart som beskrevs av Sergey A. Belokobylskij 1998. Ichneutes kamtshadal ingår i släktet Ichneutes och familjen bracksteklar. Inga underarter finns listade i Catalogue of Life.